# Édouard Beugniot
Pour les articles homonymes, voir Beugniot.
Édouard Beugniot (1822-1878) est un ingénieur civil français puis allemand, concepteur d'un système d'articulation des essieux moteurs des locomotives à vapeur.

## Biographie

### Famille et formation
Jean Gaspard Édouard Beugniot naît à Masevaux le  12 février 1822. Ses parents sont Jean Claude Beugniot, caissier à la filature de Nicolas Koechlin dans cette même ville, et Henriette Berger-Pfeffel. À 15 ans Édouard Beugniot quitte Masevaux pour aller à Mulhouse comme apprenti mécanicien dans la fonderie de la société André Koechlin & Cie, dont le fondateur André Koechlin est le cousin germain de Nicolas le patron de son père.
Il épouse Maria Charlotte Clémentine Leydle, il n'auront qu'un enfant, Marie Jeanne Claudine Henriette Beuniot née en 1859, qui se marie avec Auguste Jean Hyacinthe Salin en 1878.
Édouard Beuniot meurt le 25 octobre 1878. Il est enterré au cimetière rue Lefebvre à Mulhouse, sa tombe possède un buste signé Wiedmaier avec sur le piédestal l'inscription « À Édouard Beugniot ingénieur, ses ouvriers et ses collaborateurs ».

### Ingénieur civil
En 1844, Édouard Beuniot a 22 ans lorsqu'il est nommé chef du département des locomotives de la société André Koechlin & Cie. 
Deux ans plus tard son patron André Koechlin le nomme ingénieur civil.
Employé à la Société alsacienne de constructions mécaniques, il dirige le secteur de la construction de locomotives à l'usine de Mulhouse. Beugniot s'assure le concours d'Alfred De Glehn. 
Beugniot conçoit un système d'articulation des essieux moteurs des locomotives à vapeur et le met en application sur une locomotive pour le PLM "la Rampe" de type 040 à 4 essieux. Les essieux s'articuleront par groupe de deux. Un jeu latéral de 40 mm permet cette articulation pour chaque groupe de deux essieux,.

## Publication
- Édouard Beugniot et Lebleu, Mémoire sur une locomotive de montagne système E.Beugniot construite par MM.A.Koechlin et Cie : suivi du rapport présenté au nom du comité de mécanique sur la locomotive de montagne de M.E.Beugniot (séance du 28 novembre 1860), Mulhouse, A.Koechlin et Cie, 1860, 97 p..

## Distinctions
- Chevalier de l’ordre des Saints Maurice et Lazare[8] (par le roi Victor Emmanuel)[9]
- Officier de l’ordre de Charles III[8] (par le gouvernement espagnol)[9].